# Distretto di Pajęczno
Il distretto di Pajęczno (in polacco powiat pajęczański) è un distretto polacco appartenente al voivodato di Łódź.

## Geografia antropica

### Suddivisioni amministrative
Il distretto comprende 8 comuni.
- Comuni urbano-rurali: Działoszyn, Pajęczno
- Comuni rurali: Kiełczygłów, Nowa Brzeźnica, Rząśnia, Siemkowice, Strzelce Wielkie, Sulmierzyce